# Sancoale
Sancoale är en ort i Indien.   Den ligger i distriktet South Goa och delstaten Goa, i den sydvästra delen av landet, 1 500 km söder om huvudstaden New Delhi. Sancoale ligger 26 meter över havet och antalet invånare är 16 311.
Terrängen runt Sancoale är platt. Havet är nära Sancoale västerut. Runt Sancoale är det mycket tätbefolkat, med 1 221 invånare per kvadratkilometer. Närmaste större samhälle är Vāsco Da Gāma, 9,6 km väster om Sancoale. I omgivningarna runt Sancoale växer huvudsakligen savannskog.